# Krzysztof Kononowicz
 (novembre 2023).
Si vous disposez d'ouvrages ou d'articles de référence ou si vous connaissez des sites web de qualité traitant du thème abordé ici, merci de compléter l'article en donnant les références utiles à sa vérifiabilité et en les liant à la section « Notes et références ».
 (novembre 2023).
La mise en forme du texte ne suit pas les recommandations de Wikipédia : il faut le « wikifier ».
Les points d'amélioration suivants sont les cas les plus fréquents. Le détail des points à revoir est peut-être précisé sur la page de discussion.
- Les titres sont pré-formatés par le logiciel. Ils ne sont ni en capitales, ni en gras.
- Le texte ne doit pas être écrit en capitales (les noms de famille non plus), ni en gras, ni en italique, ni en « petit »…
- Le gras n'est utilisé que pour surligner le titre de l'article dans l'introduction, une seule fois.
- L'italique est rarement utilisé : mots en langue étrangère, titres d'œuvres, noms de bateaux, etc.
- Les citations ne sont pas en italique mais en corps de texte normal. Elles sont entourées par des guillemets français : « et ».
- Les listes à puces sont à éviter, des paragraphes rédigés étant largement préférés. Les tableaux sont à réserver à la présentation de données structurées (résultats, etc.).
- Les appels de note de bas de page (petits chiffres en exposant, introduits par l'outil «  Source ») sont à placer entre la fin de phrase et le point final[comme ça].
- Les liens internes (vers d'autres articles de Wikipédia) sont à choisir avec parcimonie. Créez des liens vers des articles approfondissant le sujet. Les termes génériques sans rapport avec le sujet sont à éviter, ainsi que les répétitions de liens vers un même terme.
- Les liens externes sont à placer uniquement dans une section « Liens externes », à la fin de l'article. Ces liens sont à choisir avec parcimonie suivant les règles définies. Si un lien sert de source à l'article, son insertion dans le texte est à faire par les notes de bas de page.
- La présentation des références doit suivre les conventions bibliographiques. Il est recommandé d'utiliser les modèles {{Ouvrage}}, {{Chapitre}}, {{Article}}, {{Lien web}} et/ou {{Bibliographie}}. Le mode d'édition visuel peut mettre en forme automatiquement les références.
- Insérer une infobox (cadre d'informations à droite) n'est pas obligatoire pour parachever la mise en page.

Pour une aide détaillée, merci de consulter Aide:Wikification.
Si vous pensez que ces points ont été résolus, vous pouvez retirer ce bandeau et améliorer la mise en forme d'un autre article.
 (mars 2025).
Améliorez-le ou discutez des points à vérifier. 
 (mars 2025).
Le contenu est difficilement compréhensible vu les erreurs de traduction, qui sont peut-être dues à l'utilisation d'un logiciel de traduction automatique.
Krzysztof Kononowicz né le 21 janvier 1963 à Kętrzyn et mort le 6 mars 2025 à Białystok, est un homme politique polonais, une célébrité sur Internet et un militant social. En 2006, il s'est présenté à la mairie de Białystok lors des élections locales en Pologne. Il s'est fait connaître grâce à sa publicité politique volontairement simple, diffusée pour la première fois à la télévision locale et largement diffusée sur YouTube.

## Biographie
Kononowicz est issu d'une famille d'origine polonaise des anciennes frontières. Ses parents Bronisław (8 mai 1908-5 octobre 2004) et Leonarda (née Bykowicz) (c.1931-1er septembre 2012) vivaient dans la République socialiste soviétique de Biélorussie, qui fait partie de l'Union soviétique. Ils sont arrivés en Pologne en 1958. Ils vivaient dans le village de Wilkowo, près de Kętrzyn.
En 2006, Krzysztof Kononowicz, un chauffeur-mécanicien de 43 ans vivant avec sa mère veuve Leonarda (aujourd'hui décédée) et son frère aîné malade mental Bogumił (né vers 1959 ou 1960 décédé le 21 janvier 2013), est devenu candidat aux élections du comité Podlachie du 21e siècle (Podlasie du 21e siècle, Podlasie du xxie siècle). Quelques semaines avant les élections, Adam Czeczetkowicz, un militant du Parti national polonais d'extrême droite (soutenu par le chef du parti Leszek Bubel), l'a convaincu de se présenter à la mairie et d'en faire l'annonce. En quelques jours, plus de 3 millions d'internautes ont vu sur YouTube (version anglaise) la publicité publiée par le comité électoral de Kononowicz. La vidéo a également été diffusée à la télévision nationale polonaise. Bientôt, des marchandises (y compris le pull caractéristique appartenant prétendument à Kononowicz) furent vendues sur Internet.
Kononowicz n'a obtenu que 1 676 voix (1,9 %), mais est devenu la personne la plus connue des élections de 2006, il a été invité dans plusieurs émissions de télévision. Il est devenu un mème Internet populaire en Pologne fin 2006 et début 2007. Il a également été élu «personnalité de l'année» lors d'un sondage réalisé par le portail Web polonais Onet.pl. Dans plusieurs interviews, il a déclaré qu'il souhaitait être candidat à la présidence de la Pologne lors des prochaines élections, tandis que les représentants de Czeczetkowicz ont déclaré qu'ils voulaient qu'il soit candidat au poste de maire de Varsovie.
On ne sait pas vraiment si Kononowicz lui-même était conscient, au début, que sa «popularité» nouvellement établie était hautement désobligeante. Le principal homme politique polonais Donald Tusk l'a qualifié d'«homme malheureux». La presse étrangère l'a décrit « comme Borat, sauf qu'il n'agit pas mais qu'il est réel ».
Il a été présenté dans le film Ciacho de 2010 réalisé par Patryk Vega en tant que procureur, aimé par la critique mais boudé par le public.
En décembre 2018, Kononowicz a annoncé sa candidature à la présidence de la Pologne.